# 蓬图希克
蓬图希克是巴西米纳斯吉拉斯州的一个市镇。总面积602.367平方公里，总人口4046人，人口密度6.7人/平方公里。